# Kaposvár
Kaposvár (tyska: Ruppertsburg, kroatiska: Kapošvar) är en stad i provinsen Somogy i sydvästra Ungern. Staden är huvudort i provinsen Somogy. Kaposvár har 59 777 invånare (2021), på en yta av 113,59 km².

## Kända personer från Kaposvár
- Imre Nagy, politiker
- Moriz Kaposi, läkare